# Гараха
Гараха (груз. გარახა) — село в Грузии, на территории Чхороцкуского муниципалитета края (мхаре) Самегрело-Верхняя Сванетия.

## География
Село находится в западной части Грузии, на левом берегу реки Очхомури, вблизи юго-восточной окраины города Чхороцку, административного центра муниципалитета. Абсолютная высота — 265 метров над уровнем моря.

## Население
По результатам официальной переписи населения 2014 года в Гарахе проживало 575 человек (280 мужчин и 295 женщин). В национальной структуре населения грузины составляли 99,7 %, русские — 0,3 %.